# Майк Макфі
Майк Макфі (англ. Mike McPhee, нар. 14 липня 1960, Сідней) — колишній канадський хокеїст, що грав на позиції крайнього нападника.
Володар Кубка Стенлі. Провів понад 800 матчів у Національній хокейній лізі.

## Ігрова кар'єра
Хокейну кар'єру розпочав 1977 року.
1980 року був обраний на драфті НХЛ під 124-м загальним номером командою «Монреаль Канадієнс».
Протягом професійної клубної ігрової кар'єри, що тривала 13 років, захищав кольори команд «Нова Шотландія Вояжерс», «Монреаль Канадієнс», «Міннесота Норт-Старс» та «Даллас Старс».
Загалом провів 878 матчів у НХЛ, включаючи 134 гри плей-оф Кубка Стенлі.

## Нагороди та досягнення
- Володар Кубка Стенлі в складі «Монреаль Канадієнс» — 1986.
- Учасник матчу усіх зірок НХЛ — 1989.

## Статистика
| Сезон         | Клуб                                | Ліга          | Регулярний сезон | Регулярний сезон | Регулярний сезон | Регулярний сезон | Регулярний сезон | Плей-оф | Плей-оф | Плей-оф | Плей-оф | Плей-оф |
| Сезон         | Клуб                                | Ліга          | І                | Г                | П                | О                | ШХ               | І       | Г       | П       | О       | ШХ      |
| ------------- | ----------------------------------- | ------------- | ---------------- | ---------------- | ---------------- | ---------------- | ---------------- | ------- | ------- | ------- | ------- | ------- |
| 1977-78       | «Страйт Пайретс»                    | NCJHL         | 32               | 50               | 37               | 87               | —                | —       | —       | —       | —       | —       |
| 1978-79       | «Політехнічний інститут Ренсселера» | НКАА          | 26               | 14               | 19               | 33               | 16               | —       | —       | —       | —       | —       |
| 1979-80       | «Політехнічний інститут Ренсселера» | НКАА          | 27               | 15               | 21               | 36               | 24               | —       | —       | —       | —       | —       |
| 1980-81       | «Політехнічний інститут Ренсселера» | НКАА          | 29               | 28               | 18               | 46               | 22               | —       | —       | —       | —       | —       |
| 1981-82       | «Політехнічний інститут Ренсселера» | НКАА          | 6                | 0                | 3                | 3                | 4                | —       | —       | —       | —       | —       |
| 1982-83       | «Нова Шотландія Вояжерс»            | АХЛ           | 42               | 10               | 15               | 25               | 29               | 7       | 1       | 1       | 2       | 14      |
| 1983-84       | «Монреаль Канадієнс»                | НХЛ           | 14               | 5                | 2                | 7                | 41               | 15      | 1       | 0       | 1       | 31      |
| 1983-84       | «Нова Шотландія Вояжерс»            | АХЛ           | 67               | 22               | 33               | 55               | 101              | —       | —       | —       | —       | —       |
| 1984-85       | «Монреаль Канадієнс»                | НХЛ           | 70               | 17               | 22               | 39               | 120              | 12      | 4       | 1       | 5       | 32      |
| 1985-86*      | «Монреаль Канадієнс»                | НХЛ           | 70               | 19               | 21               | 40               | 69               | 20      | 3       | 4       | 7       | 45      |
| 1986-87       | «Монреаль Канадієнс»                | НХЛ           | 79               | 18               | 21               | 39               | 58               | 17      | 7       | 2       | 9       | 13      |
| 1987-88       | «Монреаль Канадієнс»                | НХЛ           | 77               | 23               | 20               | 43               | 53               | 11      | 4       | 3       | 7       | 8       |
| 1988-89       | «Монреаль Канадієнс»                | НХЛ           | 73               | 19               | 22               | 41               | 74               | 20      | 4       | 7       | 11      | 30      |
| 1989-90       | «Монреаль Канадієнс»                | НХЛ           | 56               | 23               | 18               | 41               | 47               | 9       | 1       | 1       | 2       | 16      |
| 1990-91       | «Монреаль Канадієнс»                | НХЛ           | 64               | 22               | 21               | 43               | 56               | 13      | 1       | 7       | 8       | 12      |
| 1991-92       | «Монреаль Канадієнс»                | НХЛ           | 78               | 16               | 15               | 31               | 63               | 8       | 1       | 1       | 2       | 4       |
| 1992-93       | «Міннесота Норт-Старс»              | НХЛ           | 84               | 18               | 22               | 40               | 44               | —       | —       | —       | —       | —       |
| 1993-94       | «Даллас Старс»                      | НХЛ           | 79               | 20               | 15               | 35               | 36               | 9       | 2       | 1       | 3       | 2       |
| Усього в НКАА | Усього в НКАА                       | Усього в НКАА | 88               | 57               | 61               | 118              | 130              | —       | —       | —       | —       | —       |
| Усього в НХЛ  | Усього в НХЛ                        | Усього в НХЛ  | 744              | 200              | 199              | 399              | 661              | 134     | 28      | 27      | 55      | 193     |

* - Переможець Кубка Стенлі